# Colmado Quílez
El Colmado Quílez és un establiment situat al carrer d'Aragó, 251 i la Rambla Catalunya, 63-65 de Barcelona, dedicat a la venda de queviures minorista i catalogat com a d'interès (categoria E2).

## Història
El 1940, Julià Quilez i Josep Múrria es van establir al local de la dreta del xamfrà, on el matrimoni Vilaseca havia tingut una botiga de queviures. El 1943, Múrria se'n va independitzar i va obrir una botiga pròpia al carrer de Roger de Llúria (vegeu Queviures Múrria).
El 1974, va ser adquirit per Andrés Lafuente, propietari d’una cadena de boitgues, que amplià el local, ocupant tot el xamfrà. A la façana a l'esquerra del portal es va construir un moble aparador similar al de la dreta. El 2014 passà als seus fills Andrés, Carlos, Laura i Marta Lafuente Cuenca, reduint-ne la superfície (la resta és ocupada per una botiga de moda).

## Descripció
Originalment, disposa de nou obertures: dues al carrer d'Aragó (la de l'esquerra utilitzada com a entrada de mercaderies), una a cada aresta del xamfrà, quatre en cada xamfrà i una a la Rambla de Catalunya, l'única existent actualment. El moble original encara s'ha conservat, tot i que ara forma part d'un altre establiment comercial. Aquest moble està format per tres franges horitzontals: un sòcol petri, un emmarcat de fusta motllurada que delimita plafons i aparadors i una llinda amb calaix continu de fusta, recolzat sobre cartel·les, amb plafons de vidre pintat pel darrere. A la dreta del portal de l'eix del xamfrà, la cornisa es disposa sobre una franja de dentells.